# Hội đồng Liên bang (Nga)
Hội đồng Liên bang (tiếng Nga: Совет Федерации; Sovet Federatsii), theo Hiến pháp năm 1993, là thượng viện của Quốc hội Liên bang, bao gồm các đại diện của 89 chủ thể Liên bang. Điều 95 Hiến pháp quy định mỗi chủ thể cử 2 đại diện: 1 bên hành pháp và 1 bên lập pháp cho cơ quan quyền lực nhà nước. Tổng số nghị sĩ của Hội đồng Liên bang, vì vậy, gồm 178 vị.
Hội đồng Liên bang là cơ quan đại diện lợi ích chung của các chủ thể Liên bang. Là tổ chức hợp nhất tất cả các chủ thể. Hội đồng Liên bang thể hiện sự bình đẳng lợi ích của Liên bang và chủ thể nhặm thực hiện mục tiêu chiến lược phát triển đất nước.
Hội đồng Liên bang được hình thành phi đảng phái. Các nghị sĩ không thuộc phe phái hay Đảng phái nào..
Hội đồng tổ chức phiên họp tại Tòa nhà chính trên phố Bolshaya Dmitrovka, Moskva, trước đây là trụ sở của Ủy ban Xây dựng Nhà nước Liên Xô (Gosstroy). Các phiên họp được tổ chức từ ngay 25/1-15/7, và từ ngày 16/9-31/12. Phiên họp được tổ chức công khai, nhưng một số trường hợp đặc biệt Hội đồng sẽ nhóm họp kín. Địa điểm họp có thể được thay đổi nếu Hội đồng đồng ý.
Hội đồng Liên bang là cơ quan thường trực, không thể bị Tổng thống giải tán như Duma Quốc gia. Hội đồng có thể nhóm họp khi thấy cần thiết, tối thiểu 2 phiên họp 1 tháng.Vị trí tổ chức phiên họp của 2 viện khác nhau nhưng có thể tập trung lại nghe thông điệp Liên bang của Tổng thống hoặc thông báo của Tòa án Hiến pháp và lãnh đạo nước ngoài.
Chủ tịch Hội đồng Liên bang có quyền lực thứ 3 sau Tổng thống và Thủ tướng. Là người kế vị chức vụ Tổng thống thứ 2 sau Thủ tướng.
Nghị sĩ được miễn trừ trong nhiệm kỳ của mình. Không thể bị tạm giam, bắt giữ, khám xét trừ khi bị bắt quả tang hay được cơ quan Tư pháp ra quyết định dựa theo Luật Liên bang.

## Quyền hạn
Điều 102 Hiến pháp Liên bang Nga quy định, Hội đồng Liên bang có quyền lực:

a) Chấp thuận thay đổi biên giới giữa các chủ thể của Liên bang Nga

b) Phê duyệt Nghị định của Tổng thống Liên bang Nga về tình trạng khẩn cấp hoặc tình trạng thiết quân luật;

c) Quyết định khả năng sử dụng các lực lượng vũ trang của Liên bang Nga bên ngoài lãnh thổ của Liên bang Nga;

g) Bổ nhiệm Tổng thống Liên bang Nga thông qua các cuộc bầu cử;

d) Miễn nhiệm Tổng thống Liên bang Nga luận tội sau khi đề cử ứng viên kế vị Tổng thống của Duma Quốc gia (quyết định phải được 2/3 đồng ý);

e) Bổ nhiệm các thẩm phán Tòa án Hiến pháp, Tòa án tối cao, Tòa án tối cao Trọng tài của Liên bang Nga (được Tổng thống Liên bang đề cử);

g) Bổ nhiệm, miễn nhiệm Tổng Công tố viên của Liên bang Nga (cũng do tổng thống đề cử);

h) Bổ nhiệm, miễn nhiệm Phó Chánh Văn phòng Kiểm toán và một nửa kiểm toán viên.
Trong lĩnh vực Luật pháp, Hội đồng Liên bang tham gia xây dựng với vai trò phụ thuộc vào Duma Quốc gia. Bất kỳ dự thảo luật nào cũng được Duma thông qua rồi mới đệ trình lên Hội đồng Liên bang.
Hội đồng Liên bang không có quyền sửa đổi hay thay đổi dự thảo luật của Duma, chỉ có quyền thông qua hoặc bác bỏ. Dự thảo Luật Liên bang được thông qua khi hơn 1/2 số phiếu Hội đồng Liên bang tán thành hoặc trong vòng 14 ngày Hội đồng không được xem xét bởi Hội đồng. Nếu dự thảo không được thông qua 2 viện sẽ tổ chức Ủy ban hòa giải với nhiệm vụ thỏa hiệp giữa 2 viện. Với dự thảo Hiến pháp, 2/3 thành viên Hội đồng tán thành thì dự thảo mới được thông qua.Sau khi thỏa hiệp cả hai viện sẽ bỏ phiếu lần nữa. Quyền phủ quyết của Hội đồng bị áp đảo bởi 2/3 số nghị viên Duma chấp thuận.

## Phiên họp
Nghị sĩ thượng viện sẽ tham dự phiên họp của Hội đồng Liên bang. Trước phiên họp nếu thượng nghị sĩ không tham dự được phải đưa lý do cho Chủ tịch Hội đồng Liên bang chấp thuận.

## Lịch sử
Năm 1993 khủng hoảng Hiến pháp Nga nổ ra giữa Tổng thống Boris Yeltsin và Đại hội Đại biểu Nhân dân Liên bang Nga,Xô viết Tối cao Nga. Đại hội Đại biểu Nhân dân không đồng ý với cách điều hành Chính phủ của Yeltsin, điều hành kinh tế và sửa đổi thay thế Hiến pháp 1978 vẫn còn hiệu lực. Vào ngày 21/9/1993 Yeltsin ra nghị định yêu cầu giải tán Đại hội Đại biểu Nhân dân thay bằng 1 cơ quan lập pháp mới, gia tăng quyền hạn của Tổng thống. Trong cuộc xung đột Yeltsin được quân đội ủng hộ đã thắng thế. Hiến pháp mới ra đời thay cho Hiến pháp 1978, giải tán Đại hội Đại biểu Nhân dân thay bằng 2 cơ quan lập pháp là Hội đồng Liên bang và Duma Quốc gia.
Hội đồng Liên bang đã có 4 giai đoạn cải cách:

### Giai đoạn thứ nhất (1994-1996)
Cuộc bầu cử Hội đồng đầu tiên diễn ra ngày 12/12/1993 đồng thời bầu cử Duma Quốc gia và trưng cầu dân ý về bản dự thảo Hiến pháp mới.Thành viên Hội đồng Liên bang do các nhân dân chủ thể bầu ra, mỗi chủ thể lựa chọn 2 ứng viên đa số lựa chọn vào Hội đồng Liên bang. Hội đồng tổ chức phiên họp đầu và cuối ngày 11/1/1994-15/1/1996

### Giai đoạn thứ hai (1996-2001)
Năm 1995 cải cách Hội đồng Liên bang 2 ứng viên đề cử vào Hội đồng Liên bang của các chủ thể là Chủ tịch cơ quan lập pháp chủ thể và thống đốc (hay người đứng đầu hành pháp) của chủ thể. Hội đồng tổ chức phiên họp đầu và cuối ngày 23/1/1996-26/12/2001.

### Giai đoạn thứ ba (2002-2012)
Do bất cập về sự lạm dụng quyền lực của thống đốc (hay người đứng đầu hành pháp) được miễn trừ truy tố pháp luật, Tổng thống Putin đã đề xuất cải cách Hội đồng. Người đứng đầu 2 cơ quan hành pháp và lập pháp của chủ thể không được ứng cử vào Hội đồng. Thay vào đó bằng 2 ứng viên độc lập hơn do người đứng đầu 2 ngạch hành pháp và lập pháp đề cử, thành viên của Hội đồng sẽ thay đổi theo sự thay đổi nhân sự cấp cao từ các chủ thể liên bang. Hội đồng Liên bang lần thứ 3 được hình thành ngày 1/1/2002 đến tháng 12/2012.

### Giai đoạn thứ tư (2012-nay)
Ứng viên Thượng viện là người có đủ 3 điều kiện:
- trên 30 tuổi
- có danh tiếng tốt
- có hơn 5 năm cư trú tại chủ thể

Ứng viên từ cơ quan lập pháp có thể là đại biểu cơ quan lập pháp hoặc được đề cử bởi người đứng đầu, nhóm đại biểu. Quyết định được thông qua đa số
Ứng viên từ cơ quan hành pháp người đứng đầu hành pháp phải đề cử ba ứng viên cho các chiến dịch tranh cử của mình. Người đắc cử có nghĩa vụ bổ nhiệm một trong số những ứng viên làm đại diện cho mình tại Thượng viện.

## Chủ tịch Hội đồng Liên bang
| Số | Chân dung   | Tên                                                     | Nhiệm kỳ bắt đầu | Nhiệm kỳ kết thúc | Đảng chính trị                          |
| -- | ----------- | ------------------------------------------------------- | ---------------- | ----------------- | --------------------------------------- |
| 1  | không khung | Vladimir Shumeyko Nghị viên của Kaliningrad             | 13/1/1994        | 23/1/1996         | Độc lập                                 |
| 2  |             | Yegor Stroyev Nghị viên của Oryol                       | 23/1/1996        | 5/12/2001         | Độc lập                                 |
| 3  | không khung | Sergey Mironov Nghị viên của Saint Petersburg           | 5/12/2001        | 18/5/2011         | Cuộc sống nước Nga ↓ Nước Nga công bằng |
| -  | không khung | Quyền Aleksander Torshin Nghị viên của Cộng hòa Mari El | 19/5/2011        | 21/9/2011         | Nước Nga thống nhất                     |
| 4  | không khung | Valentina Matviyenko Nghị viên của Saint Petersburg     | 21/9/2011        | Đương nhiệm       | Nước Nga thống nhất                     |

## Phương tiện truyền thông
Hội đồng Liên bang và Duma Quốc gia có chung truyền thông:
1. Kênh truyền hình của Hội đồng Liên bang http://vmeste-rf.tv/
2. Báo Quốc hội
3. Tạp chí Liên bang Nga ngày nay